# Thư viện Do Thái Chính

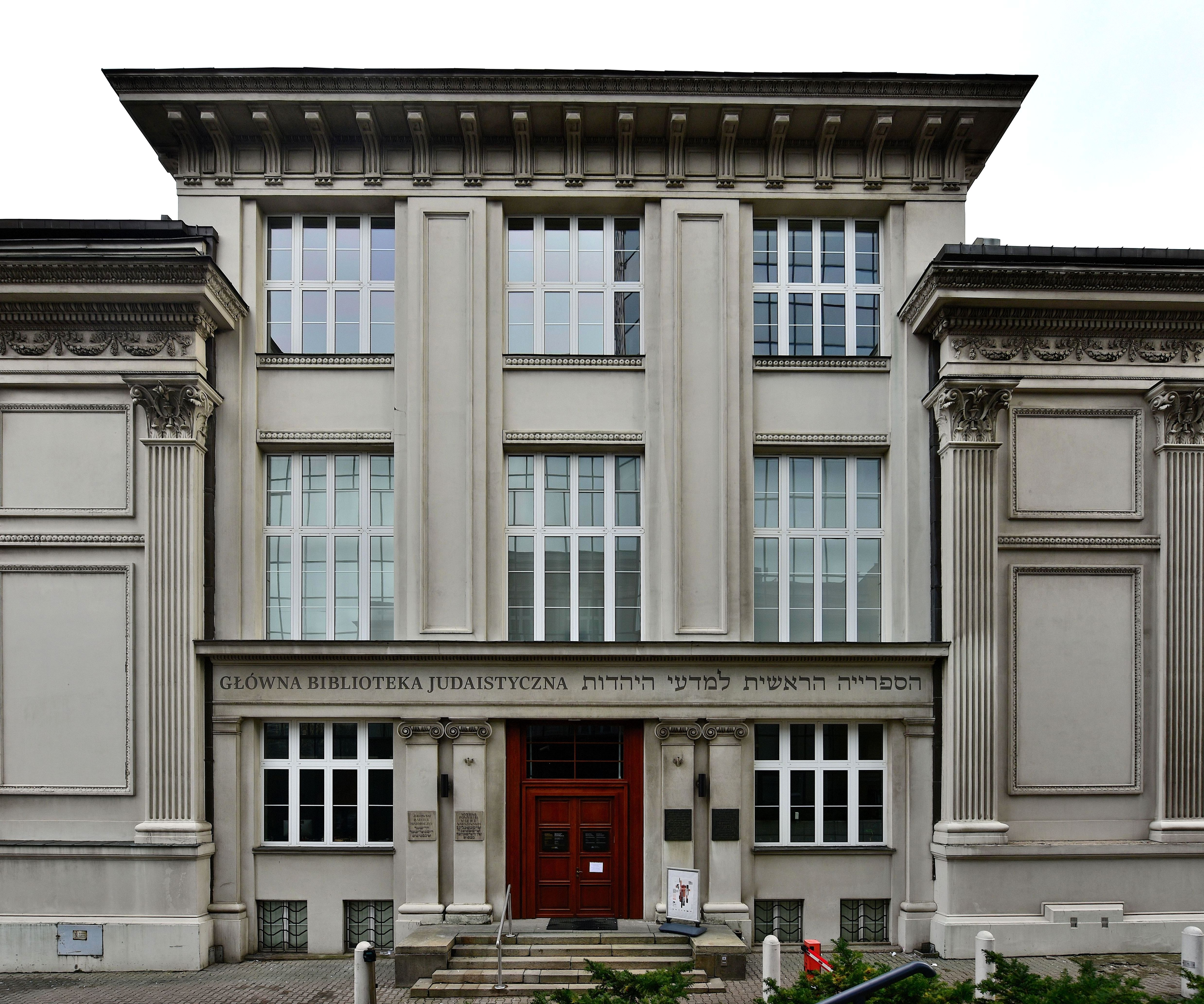
Mặt tiền tòa nhà Viện lịch sử Do Thái, ở Warsaw (2016)

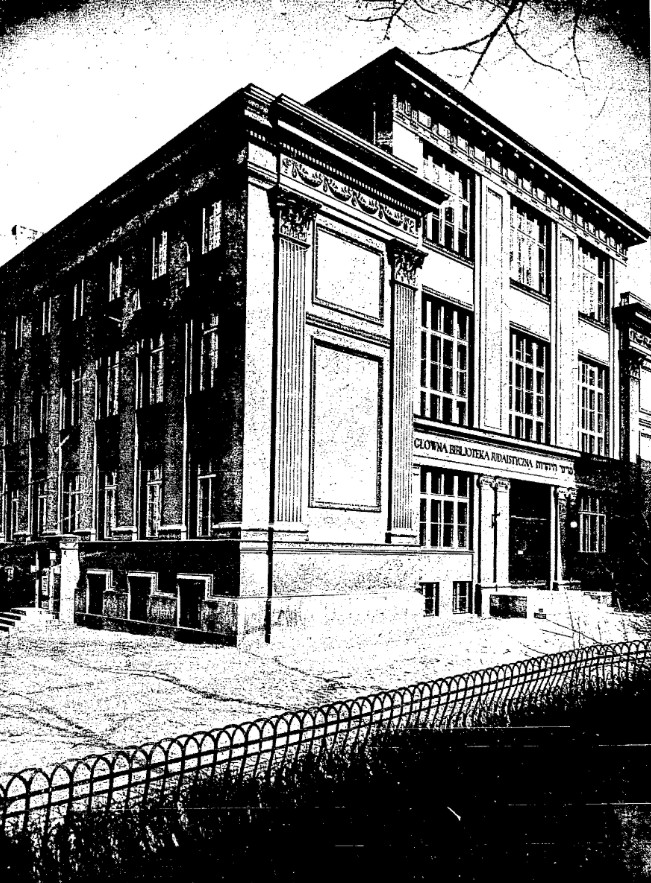
Tòa nhà Thư viện Do Thái Chính (được xây dựng vào giai đoạn 1928-1936)

Thư viện Do Thái Chính, hay Thư viện Do Thái Trung tâm (tiếng Ba Lan: Główna Biblioteka Judaistyczna, Centralna Biblioteka Judaistyczna) là một thư viện (không còn tồn tại) lưu trữ các bộ sưu tập liên quan đến đạo Do Thái và lịch sử của người Do Thái ở Ba Lan. Hiện nay, tòa nhà Thư viện là nơi đặt Viện Lịch sử Do Thái.

## Lịch sử
| Mốc lịch sử              | Mô tả |
| ------------------------ | --- |
| 1879 - 1800              | Thư viện Do Thái Chính được thành lập theo khởi xướng của bác sĩ người Do Thái Ludwik Natanson. Thư viện được thành lập nhờ vào sự đóng góp các bộ sưu tập từ phía công chúng.                                                 |
| Năm 1927                 | Nhà chính trị Moses Schorr chủ trì dự án xây dựng trụ sở mới của Thư viện. |
| 1928 - 1936              | Tòa nhà của Thư viện Do Thái Chính được xây dựng, do kiến trúc sư người Ba Lan - Edward Eber thiết kế. Công trình này được thiết kế theo lối kiến trúc chủ nghĩa lịch sử hiện đại.                                             |
| 1940 - 1942              | Thư viện bị hư hại trong các cuộc nổi dậy. Các bộ sưu tập của Thư viện bị Đức Quốc xã đánh cắp. Sau chiến tranh, một số các bộ sưu tập được lấy lại (theo một nguồn khác, Thư viện mất 100% bộ sưu tập, khoảng 40.000 đơn vị). |
| Ngày 16 tháng 5 năm 1943 | Thư viện bị cháy. Sau đó, tòa nhà Thư viện là trụ sở của Viện Lịch sử Do Thái. |
| Tháng 5 năm 2016         | Một dòng tên Thư viện Do Thái Chính bằng tiếng Ba Lan và tiếng Do Thái được tái tạo và đặt phía trên lối vào Viện lịch sử Do Thái.                                                                                             |